# داش‌بلاغ (شکی)
داش‌بلاغ (به لاتین: Daşbulaq) یک منطقه مسکونی در جمهوری آذربایجان است که در شهرستان شکی واقع شده است. داش‌بلاغ ۴۳۴ نفر جمعیت دارد.